# Loulou (film, 1980)
Pour les articles homonymes, voir Loulou.
Pour plus de détails, voir Fiche technique et Distribution.
Loulou est un film français co-écrit et réalisé par Maurice Pialat, sorti le 3 septembre 1980.

## Synopsis
Nelly n'en peut plus de sa petite vie rangée auprès d'André, son mari. Ainsi, elle fait de Loulou son amant, dans le but de devenir heureuse...

## Fiche technique
- Titre : Loulou
- Genre: Comédie dramatique
- Durée: 100 minutes
- Réalisation : Maurice Pialat, assisté de Patrick Grandperret et Cyril Collard
- Scénario : Arlette Langmann
- Production : Yves Peyrot
- Musique : Philippe Sarde
- Image : Pierre-William Glenn et Jacques Loiseleux
- Montage : Martine Giordano et Yann Dedet
- Son : Dominique Dalmasso
- Date de sortie : 3 septembre 1980

## Distribution
- Isabelle Huppert : Nelly
- Gérard Depardieu : Loulou
- Guy Marchand : André
- Humbert Balsan : Michel
- Bernard Tronczyk : Rémy
- Christian Boucher : Pierrot
- Frédérique Cerbonnet : Dominique
- Jacqueline Dufranne : Mémère
- Willy Safar : Jean-Louis
- Agnès Rosier : Cathy
- Patricia Coulet : Marité
- Jean-Claude Meilland : Jean-Claude, le gars du casse
- Patrick Playez : Thomas
- Gérald Garnier : Lulu
- Catherine De Guirchitch : Marie-Jo
- Jean Van Herzeele : René
- Patrick Poivey : Philippe
- Xavier Saint-Macary : Bernard

## Genèse du film

### Scénario
Le scénario d'Arlette Langmann s'inspire fortement de sa liaison avec Maurice Pialat.

### Tournage
Les scènes de tournage dans la maison et jardin de la tante de Pierrot ont été tournées dans une propriété de l'avenue Jean Jaurés. Ainsi que la longue route avec la rangée d'arbres et le cours d'eau dans le vieux village de La Queue-En-Brie. 
Le tournage laisse la place à l'improvisation des acteurs et aux aléas du tournage. Par exemple, le fait que le lit s'écroule dans la scène d'amour entre Nelly et Loulou n'était pas prévu. 
Maurice Pialat n'a pas pu tourner toutes les scènes qu'il souhaitait tourner. À la fin du tournage, Isabelle Huppert a dû partir aux États-Unis pour tourner La Porte du paradis de Michael Cimino et n'a pu tourner les raccords que quelques mois plus tard. Quant à Gérard Depardieu, il y a certains raccords qu'il n'a jamais pu tourner.

## Réception critique
Le critique Maximilian Le Cain dit avoir été bouleversé par Loulou.
Le critique Olivier Nicklaus voit dans Loulou un grand film politique en ce qu'il montre le décalage entre les classes sociales.
Compétition Officielle Festival de Cannes 1980